# Zádolí, Ústí nad Orlicí
Zádolí là một làng thuộc huyện Ústí nad Orlicí, vùng Pardubický, Cộng hòa Séc.